# Kadugenep
Kadugenep is een bestuurslaag in het regentschap Serang van de provincie Banten, Indonesië. Kadugenep telt 6074 inwoners (volkstelling 2010).